# Viconga
Viconga es una localidad peruana ubicada en el distrito de Cajatambo, perteneciente a la provincia homónima del departamento de Lima, al centro oeste del Perú. 

## Ubicación
Viconga se ubica al noreste de la provincia de Cajatambo, en el distrito de Cajatambo, en el departamento de Lima.

## Demografía
En 2017 Viconga tenía una población de 10 habitantes.
| Gráfica de evolución demográfica de Viconga entre 1993 y 2017 |
|                                                               |
| Fuentes: Población 1993 y 2017                                |